# Römer-Garde Baden-Baden
Die Römer-Garde Baden-Baden e.V. ist ein Brauchtums- und Karnevalsverein in Mittelbaden. Der Verein befasst sich mit der Geschichte Baden-Badens (Aurelia Aquensis), besonders mit dem römischen Ursprung, in der Tradition der römischen Kaiser und Legionen, die das damalige Aurelia Aquensis gründeten und durch die Entdeckung der Quellen und Bäder entscheidend die Entwicklung der Stadt prägten. Berücksichtigt werden dabei typische Elemente von Kleidung und Gewändern der Römer, auch dem damaligen Verwendungszweck entsprechend. Grundlage hierfür sind die entsprechende geschichtliche Literatur, Statuen, überlieferte Zeichnungen etc.
Der Verein ist Mitglied im Bund Deutscher Karneval, der Vereinigung Badisch-Pfälzischer Karnevalvereine sowie dem Festkomitée Baden-Badener Fastnacht.

## Ursprung
Mitte der 1990er Jahre kam im Verein Baden-Badener Narrenzunft e.V. die Idee auf, die römische Geschichte Baden-Badens greifbar und sichtbar zu machen. Daraus entstand eine vereinsinterne Unterabteilung, die sich dem römischen Thema widmete.

## Aktivitäten
Der Verein Römer-Garde e.V. wurde dann am 11. November („11.11.“) 1998 formell gegründet und präsentiert in seinen Aktivitäten die römische Geschichte Baden-Badens. Seine Aktiven treten regelmäßig bei offiziellen Feierlichkeiten und Veranstaltungen Mittelbadens auf. Dazu zählen u. a. das 500-jährige Jubiläum der Stadtordnung Baden-Badens im Jahr 2007, das Stadtfest im Jahr 2012, das alljährliche Zwetschgenfest der Stadt Bühl, die jährliche Fastnachtsgala im Kurhaus Baden-Baden sowie verschiedene Umzüge und Veranstaltungen in der Umgebung Baden-Badens.

## Ausrüstung
Die männlichen Aktiven treten bei Veranstaltungen in den Gewändern römischer Soldaten (Lorica segmentata und Cassis) auf und tragen dabei die traditionellen Kurzwaffen (Gladius), Speere (Pilum) und Schilde (Scutum) sowie eine Aquila (Standarte). Die genaue Kleidung und Ausrüstung hängt vom jeweiligen Rang des Aktiven ab: Legionär, Prätorianer oder Centurio.
Die weiblichen Aktiven tragen ein Gewand, welches der Stola (Römische Tracht) nachempfunden ist.
Daneben kommen Nachbauten römischer Streitwagen sowie im Sommer römischer Militärzelte zum Einsatz.

## Goldener Merkur
In Anlehnung an den Hausberg Baden-Badens, den Merkur, verlieh die Römer-Garde bis 2012 den Goldenen Merkur an Persönlichkeiten der Politik, die „trotz ihrer Position und ihrer manchmal sehr hektischen und wenig erfreulichen Tagsabläufe den Sinn für Humor nicht verloren haben.“ Der Goldene Merkur war ein Wanderpreis.
Zu den Preisträgern zählten u. a.:
- 2001: Hermann Otto Solms
- 2003: Corinna Werwigk-Hertneck
- 2005: Heribert Rech
- 2006: Annette Schavan
- 2007: Ulrich Goll
- 2008: Günther Oettinger
- 2009: Kurt Beck
- 2010: Wolfgang Reinhart
- 2011: Rainer Brüderle
- 2012: Alexander Bonde

Der Preis wurde jährlich im Rahmen der vereinseigenen Prunksitzung, dem „Närrischen Dinner“, vergeben. Die Laudatio hielt der jeweilige Vorgänger der Ehrung.

## Ehrensenat
Vergleichbar dem Ehrensenat anderer Vereine ernennt die Römer-Garde Persönlichkeiten, die sich um die Belange des Vereins verdient gemacht haben, zu Consulen. Die Auszeichnung „Consul“, bzw. „Consulin“, stellt eine der höchsten Auszeichnungen dar.
„Dieser Titel bedeutet eine karnevalistische Ehrung und zeigt die Verbundenheit seines Trägers zur Römer-Garde e.V. in brauchtümlicher, sowie auch fastnachtlicher Tradition.“
Zu den Preisträgern zählen u. a.:
- Walter Carlein, OB a. D. und Ehrenbürger von Baden-Baden
- Dieter Thomas Heck, Fernsehmoderator, u. a. Hitparade, Goldene Stimmgabel, Melodien für Millionen, uvm.
- Tony Marshall, Sänger und Entertainer
- Walter Scholz, Trompeter
- Ralf Bauer, Schauspieler
- Ursula Cantieni, Schauspielerin
- Klaus Michael Rückert, Politiker
- Frank Marrenbach, Hoteldirektor des Brenners Park-Hotel & Spa
- Marc Marshall und Jay Alexander, Sängerduo
- René Kollo, Sänger
- Karlheinz Stuter, Unternehmer
- Sven Jäger, Rechtsanwalt und Senator des DFCV